# S-AWC超能全時四輪控制系統
S-AWC超能全時四輪控制系統（英語： / 日語：）為日本三菱汽車所發展的四輪驅動系統，整合ACD主動中央差速器、AYC主動式舵角控制器、ASC車身動態穩定控制系統、ABS防鎖死煞車系統等四項功能，同時在自家的AYC系統中添加制動力道控制，允許每個車輪調節扭矩和煞車。S-AWC採用橫擺角速率反饋控制，這是一種直接控制橫擺力矩、可影響左右力矩向量的技術（進而構成該技術的核心），並在加速、穩定行駛和減速的過程中依據需要控制轉彎。

## 構成要素

### ACD主動中央差速器
主動中央差速器（英語：Active Center Differential）包含一具電子控制液壓多片式離合器，可針對不同的行駛條件調整夾持力，調節自由和鎖定狀態之間的差速限制作用，以優化前後輪的扭矩分配，進而實現牽引和轉向響應的最佳平衡。

### AYC主動式舵角控制器
主動式舵角控制器（英語：Active Yaw Control）使用後輪差速器的扭矩傳遞機構，來控制不同駕駛環境下的後輪差速器，從而限制作用於車身的偏向力矩並提高過彎性能，還可以透過限制後輪滑移以提高車輛循跡性。最新型的AYC系統使用橫擺角速率感測器控制橫擺角速率反應，且控制煞車力道，以便駕駛者實時精準控制車輛過彎動態。

### ASC車身動態穩定控制系統
車身動態穩定控制系統（英語：Active Stability Control）藉由方向盤舵角感測器、搖尾感測器、車輪速度感測器與G力感測器等機構偵測到車身出現不尋常的運動時，除了對引擎進行減速之外，還會利用車上原有的ABS防輪胎鎖死煞車系統、TCL循跡防滑控制系統等針對各個車輪做煞車點放。假如車輛轉向過度，該系統會去煞內後輪，如果是轉向不足，則會去煞外前輪，進而抑制與回正車輛。依據美國國家公路交通安全管理局的研究，ASC系統可有效降低SUV近60%的失控率以及近85%的翻車率。

### 運動化ABS防鎖死煞車系統
運動化ABS防鎖死煞車系統依據操控特性控制所有輪胎的動力，根據四個車輪上的速度感測器及方向盤舵角感測器所傳來的參數訊息，可以控制煞車並獲得最佳減震效果。第九代Lancer Evolution甚至添加了橫擺角速率感測器和煞車壓力感測器，以提升轉彎的制動表現。

### 控制系統
ACD和AYC的調節乃是使用引擎扭力與煞車力道的訊息，使得S-AWC系統快速確認車輛究竟是加速或減速。此系統首次採用橫擺角速率反饋，根據橫擺角速率感測器回饋的參數比較車輛的運行方式，根據轉向輸入確認駕駛者打算行駛的下一步，以幫助他依循所選擇的路線提高循跡性。AYC除了做左右輪之間的扭力分配，還增加了煞車調節功能，使得S-AWC系統在極限操駕的情況下對車輛施加更多控制。當車輛轉向不足時增加內側輪的制動力，轉向過度時則針對外側輪施加制動力。AYC搭配使用煞車與扭力分配，以提升車輛過彎的穩定和循跡性能。S-AWC系統原本提供三種駕駛模式：
- Tarmac：乾燥的柏油鋪裝道路
- Gravel：潮濕、礫石或未鋪裝道路
- Snow：雪覆蓋的道路

### ECU行車電腦
S-AWC系統共有兩個控制用的行車電腦（英語：Electronic Control Unit），第一個由三菱電機研發的ECU用於控制ACD和AYC，另一個由德國大陸汽車系統開發的ECU則是控制ASC和ABS。這兩個ECU可以透過控制器區域網路（Controller Area Network，簡稱CAN）與其他ECU相互通信。此外為了更快操控車輛，這兩個ECU之間也有專用CAN，相互連接的纜線和通訊標準皆與其他CAN相同。縱向加速感測器、橫向加速感測器及橫擺角速率感測器整合成一個模組，安裝在位於駕駛者和乘客之間的車輛重心部位。車輪速度感測器、方向盤舵角感測器等其他部件則安裝於其他地方，不過此系統並沒有包含垂直加速度感測器。
此外，當車輛配置TC-SST雙離合器自手排變速箱時，S-AWC系統會分析車輛的轉彎路徑。假如行車電腦判斷不換檔更安全，則會發送信號限制TC-SST雙離合器自手排變速箱不得換檔。不過S-AWC系統不會透過TC-SST的信息參數來操縱車輛的行駛，它們雙方僅有單向傳遞。三菱汽車使用MATLAB及Simulink兩種工具開發出車輛運動的控制演算法，他們採用模型基礎模式，結合演算法和物理模型來進行模擬，而車輛的物理模型使用美國機械模擬公司（（英文）Mechanical Simulation Corporation）所發展的CarSim構建而成。其演算法針對ACD、AYC等各種功能而開發，所以可以運用在每一個車種上。

## 2007年Lancer Evolution的概念與構造
此技術之原型本來配置了兩個負責控制懸吊和轉向的額外零件，後來因故未能出現在正式量產版本上：

### 主動轉向系統
主動轉向系統可根據轉向輸入量和車輛速度自動控制前輪的轉彎角度，進行更具線性操控的反應。當車速較低時，系統會切換到更快的轉向齒輪比以改善反應；當車速較高時，系統則切到較慢的齒輪比以提升車身穩定性。對於快速轉向輸入，S-AWC系統瞬間增加前輪轉彎角度和Super AYC控制以實現更清晰的反應。在反向操舵的情況下，S-AWC系統進一步提高反應能力，以輔助駕駛人提高轉向精準度。

### RCS側傾抑制懸吊系統
RCS側傾抑制懸吊系統（英語：Roll Control Suspension）以液壓將所有減震筒連接在一起，並依據需求調整其阻尼壓力，進而有效抑制車身側傾和俯仰。此系統能夠個別控制俯仰和翻滾剛度，並透過多種方式操控。例如它可以僅就轉彎或其他需要時減少側傾，同時優先考慮輪胎接地面積及行駛舒適性。由於該系統以液壓控制側傾剛度，因此無需使用偏移拉桿。在整合控制當中，S-AWC系統憑藉RCS的液壓系統回傳的訊息來估算每個輪胎的負載。

## 2010年Outlander的概念與構造
2010年式的三菱Outlander裝配了新型S-AWC系統，添加並改善主動式前輪差速器（Active Front Differential，簡稱AFD），電子控制的4WD控制左右前輪的差速限制，除了將驅動力分配給兩個後輪，並且整合ASC和ABS。結果造成更佳的轉向表現、穩定性和操駕性能，同時保持和傳統電控4WD同樣的油耗表現。
ECU依據感測器回傳的數據，針對行駛環境條件和車輛動向計算控制量，控制指令傳至主動式前輪差速器及電控耦合器。電子控制的主動式前輪差速器位於分動箱之中，用來限制左、右前輪之間的輪差，並且分配其驅動力。後差速器內的電子控制聯軸器會依據行駛條件將驅動力分配給兩個後輪，這一點與2009年式的Outlander相同。ECU從CAN獲取感測器的數據以計算最佳的驅動力控制量，以操控主動式前輪差速器及電控耦合器，微電腦的計算速度和準確性都比2009年式Outlander還要提高。和電子控制的4WD系統相較之下，感測器數據已顯著增強，可以準確評估車輛駕駛條件，並實現高度反應及微調控制。2010年式Outlander共有三種駕駛模式：Normal、Snow、Offorad，讓駕駛人按照路面狀況進行切換。S-AWC系統的資訊顯示在儀表板上，包含循跡控制條件及橫擺角運動。

## 2013年Outlander PHEV的概念與構造
2013年式Outlander PHEV所裝配的S-AWC系統新增了一些故障檢測功能，包括CPU檢查、電源檢查以及外部電線連接檢查。當ECU確定發生故障時會儲存診斷代碼且確保車輛依然可以行駛。等到故障排除經由ECU確認之後，便再度恢復S-AWC系統。此外，新增四輪驅動鎖定開關，可在ECO和4WD LOCK駕駛模式之間切換。為了保持轉彎時在濕滑路面上的車身穩定性，優化了前後輪的扭力分配比。煞車制動力可優化AYC的控制數值，提升車輛的操控性，並提高結冰坡道的循跡防滑。

## 2014年Outlander的概念與構造
2014年式Outlander新增了煞車控制的功能，在轉向不足的時候在內側車輪上施加制動力，以便修正轉向反應；同時在轉彎時減少車輪打滑的情況。其次是電子轉向輔助系統，可以抑制因路面濕滑而產生的轉向。由於主動式前輪差速器提高控制量，循跡表現獲得改善。新增「ECO」的駕駛模式，可提升油耗表現。
Lancer Evolution的AYC系統可對左、右後輪施加力道以提高循跡性，搭配前軸機械式LSD限滑差速器、ACD主動中央差速器、後軸可變齒輪式AYC差速器等分配整體性的動力，使得車輛擁有最佳的循跡性及穩定性。而Outlander雖然搭載同樣稱為「S-AWC」的系統，卻是由EPS電子轉向輔助系統及車輛輪速差感測器取得訊號數據，且將前軸機械LSD限滑差速器改成AFD主動式前輪差速器，具備扭矩向量控制（torque vectoring）的能力；後軸透過單一中央電子差速器的傳遞獲得動力，而後輪的左右動力輸出則由ABS防鎖死煞車系統控制，以達到兩個後輪動力輸出的差異。

## 2017年Eclipse Cross的概念與構造
2017年式三菱Eclipse Cross的S-AWC系統採用JTEKT供應的電子控制耦合器，除了自動可變的前後輪扭矩分配之外，左、右前輪的獨立煞車可以控制AYC主動式舵角控制器，用以提升轉向時的循跡性。為了使循跡性和轉向性同時並存，駕駛者可選擇Auto、Snow、Gravel等三種模式，藉以應對各種路面狀況。雖然電子控制耦合器之硬體由JTEKT提供，但4WD切換及AYC整合控制的軟體由三菱自行開發。

## 外部連結
- （日語）官方網站
- （日語）日本の自動車技術330選：S-AWC(Super All Wheel Control) （页面存档备份，存于）